# KDE Input/Output
KIO (acrónimo del inglés KDE Input/Output) es parte de la arquitectura del entorno KDE, y permite acceso a archivos, sitios web y a otras fuentes con un API simple y consistente. 
Las aplicaciones escritas de esta forma pueden operar con archivos guardados en servidores remotos de la misma forma a como lo harían operando localmente. La transferencia de datos por red solo se llevaría a cabo durante la carga o grabado de dichos archivos.

## KIO slaves

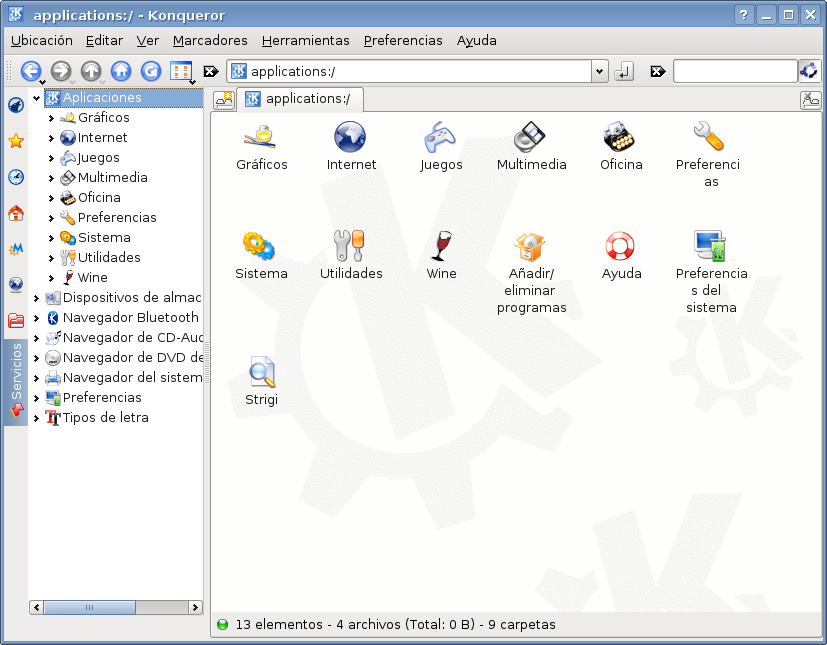
KIO slave applications:/

Los KIO slaves son programas que soportan protocolos individuales, como HTTP, FTP, SMB, SSH, FISH, SVN, o TAR. Su modo de ejecución más habitual es llamándolos a través del administrador de archivos de KDE Dolphin, aunque pueden ser invocados desde cualquier componente de KDE que acepte URL (por ejemplo, cualquier diálogo de apertura o guardado de ficheros, o la opción Ejecutar orden... en Menú K).

### Protocolos
La sección Protocolos de KInfoCenter permite ver una lista de aquellos instalados en la computadora. A continuación se muestran algunos de ellos.
- applications:/ muestra jerárquicamente las aplicaciones instaladas.
- camera:/ muestra las cámaras conectadas al sistema.
- system:/ muestra el menú del sistema (carpeta personal, dispositivos de almacenamiento, lugares remotos y carpetas de usuarios).
- trash:/ muestra el contenido de la papelera.